# Super Discount 2
Super Discount 2 è il terzo album solista del DJ e produttore francese Étienne de Crécy. È stato pubblicato nel 2004 dall'etichetta Solid. L'album è un sequel del debut album targato 1996, Super Discount. Ogni titolo del brano è il nome di un protocollo peer to peer di condivisione file, alcuni dei quali, oggi, non più in funzione. La produzione dell'LP, è stata eseguita da importanti produttori house francesi. In "Poisoned" de Crécy è affiancato da Philippe Zdar AKA Cassius. In "Fast Track" da Alex Gopher e Julien Delfaud. Gopher ha anche co-prodotto "Overnet". DJ Mehdi ha lavorato su "Gifted" e Boom Bass su "Bit Torrent". "G2" è stato l'unico lavoro di Mr. Learn con de Crécy che non viene accreditato.

## Tracce
1. "Poisoned" – 5:37 (Philippe Zdar & Étienne de Crécyy)
2. "Fast Track" – 7:38 (Julien Delfaud, Alex Gopher & Étienne de Crécy)
3. "Grokster" – 6:29 (Étienne de Crécy)
4. "Morpheus" – 3:33 (Étienne de Crécy)
5. "Bit Torrent" – 5:48 (Boom Bass & Étienne de Crécy)
6. "Audio Galaxy" – 5:06 (Étienne de Crécy)
7. "Soul Seek" – 5:37 (Étienne de Crécy)
8. "Gifted" – 3:52 (DJ Mehdi & Étienne de Crécy)
9. "G2" – 1:02 (Mr. Learn)
10. "Limewire" – 5:51 (Étienne de Crécy)
11. "Overnet" – 8:53 (Alex Gopher & Étienne de Crécy)
12. Open Ft (feat. Alex Gopher) [Bonus Track]